# جبهة أنصار الدين
جبهة أنصار الدين هو تحالف جهادي أعلن عن نفسه في 25 يوليو 2014 خلال الحرب الأهلية السورية. يضم التحالف جماعتين: حركة شام الإسلام وحركة فجر الشام الإسلامية وقد أعلن أنه لا ينتمي إلى أي «أطراف» أخرى. وكانت الكتيبة الخضراء أصلاً من بين الموقعين على الانضمام إلى التحالف، ولكن في أكتوبر 2014 تقريباً بايعت زعيم جيش المهاجرين والأنصار وأدمجت في ذلك الفصيل. حاول التحالف الحفاظ على الحياد في النزاع بين داعش والجماعات الأخرى.
لدى الجماعات المنضوية في التحالف انتماءات متعددة؛ معظم أفراد حركة فجر الشام الإسلامية سوريون من منطقة حلب، بينما شكل حركة شام الإسلام مقاتلين مغاربة، فيما ضمت الكتيبة الخضراء بشكل أساسي مقاتلين من السعودية وشكل مقاتلين شيشان وغيرهم من الناطقين بالروسية جيش المهاجرين والأنصار. في 23 سبتمبر 2015، ترك التحالف جيش المهاجرين والأنصار وبايع جبهة النصرة.
في 10 ديسمبر 2016 أعلن التنظيم في بيان "قررت مكونات جبهة أنصار الدين وكتائبها المتمثلة بحركة فجر الشام الإسلامية، بقيادة الدكتور أبي عبد الله الشامي، وحركة شام الإسلام بقيادة أبي محمد البيضاوي، إعلان الاندماج الكامل والانصهار التام"، على أن يقود التشكيل الجديد أبو عبد الله الشامي" 